# ヴィデオ・アレフ
『VIDEO=ALEPH』（ヴィデオ・アレフ）は、1986年に日本のインディーズ・レーベル「覚醒工房」が発表したビデオ・アートのオムニバス作品集である。
覚醒工房が同時期に発表した『ビデオ・カクテル』は、ビデオ･アート作家の作品のみを集めたオムニバスであったのに対し、本作品は「ビデオ以外を主たる媒体とする作家によるビデオ作品集」として制作された。
原美術館での『ビデオ・カクテル』展において発表され、美術評論家の森岡祥倫による紹介文が『美術手帖』誌に掲載された。

## 参加作家と収録作品（収録順）
- 今井祝雄　「38才の頃」
- 及川禅 (Be-2)　「CONSTRUCTIVE 0-50」
- 高村ムカタ　「MAIL VIDEO」
- 大谷淳　「Surface」
- ヒグマ春夫　「FACE」
- ヨシダミノル　「気持ちのよい羽目」
- マーリン・オリベロス　「BIG BABY」
- トシ・オオヌキ　「SKRIK」
- バイロン・ブラック(カナダ人ビデオアーティスト)　「JAPANESE DOGBITE」
- テツヤ・フクイ　「la vie avec Marie」
- ジョン・ダンカン　「PHANTOM」
- 飯村隆彦＆福井哲哉　「TV CONFRONTATION」